# 113203 Szabó
113203 Szabó è un asteroide della fascia principale. Scoperto nel 2002, presenta un'orbita caratterizzata da un semiasse maggiore pari a 2,5640699 UA e da un'eccentricità di 0,2498102, inclinata di 2,57754° rispetto all'eclittica.
L'asteroide è dedicato all'astronomo ungherese Gyula M. Szabó.